# Iglesia de San Bricio (Thairy)
Iglesia de San Bricio de Thairy es una iglesia católica de Francia, en Saint-Julien-en-Genevois consagrada a Bricio de Tours.

## Descripción
Es una iglesia de estilo neobarroco.

## Historia
Thairy es una de las seis aldeas de la comuna de Saint-Julien-en-Genevois La comuna de Thairy se unió a Saint-Julien-en-Genevois en 1965. Formó una parroquia independiente extendida en particular al pueblo de Soral, que ahora se encuentra en Suiza.
En 1768, bajo el Reino de Cerdeña (1720-1861), Monseñor Jean-Pierre Biord estaba en una visita episcopal, encontró un edificio en ruinas y ordenó su reconstrucción. La reconstrucción probablemente termina en 1772 ya que una piedra incrustada lleva esta fecha2. El nuevo edificio incorpora un campanario que data del año 1637).
La iglesia fue cerrada al público en 2006 debido a su mal estado. Se colocaron soportes dentro de la Iglesia que sostienen el techo. La iglesia está esperando un proyecto de renovación.